# Gnamptogenys laevior
Gnamptogenys laevior is een mierensoort uit de onderfamilie van de Ectatomminae. De wetenschappelijke naam van de soort is voor het eerst geldig gepubliceerd in 1905 door Forel.